# Графство Барселона
Графство Барселона (на френски: Comté de Barcelone; на испански: Condado de Barcelona; на каталонски: Comtat de Barcelona) е историческо графство от периода IX – XII век, чиято територия отговаря на съвременната автономна област Каталония (Испания). Създадено е от Карл Велики като едно от графствата на Испанската марка, гранична зона на владенията на Каролингите с Ал-Андалус, владенията на маврите в Испания.
Към края на X век графовете на Барселона де факто са независими, наследствен владетели, които са в постоянна война с ислямския Кордовски халифат и наследилите го дребни държавици. Чрез сключване на благоприятни бракове и съюзи графовете на Барселона присъединяват останалите каталонски графства и разширяват влиянието си из цяла Окситания. През 1137 г. граф Рамон де Беренгер IV се жени за Петронила, наследница на арагонската корона и двете държави са обединени под обща власт.
Графство Барселона формира ядрото на обособилото се по-късно в рамките на Арагон княжество Каталония. През 1164 г. графът на Барселона Алфонс I наследява короната на Арагон (като Алфонсо II). Оттогава насетне историята на графство Барселона е неразривно свързана с историята на Арагон. В този съюз доминират каталонските интереси до 1410 г., когато мъжката линия на графовете на Барселона се прекъсва. Недоволството на каталонците от засилването на влиянието на новия клон – Трастамара – нараства през 1412 г. и по време на управлението на Хуан II достига точка на кипене с голям, но неуспешен бунт (1462 – 72).